# كلايف كالبرتسون
كلايف كالبرتسون (بالإنجليزية: Clive Culbertson)‏ هو موسيقي بريطاني، ولد في 28 أغسطس 1954.

## وصلات خارجية
- كلايف كالبرتسون على موقع ميوزك برينز (الإنجليزية)
- كلايف كالبرتسون على موقع ديسكوغز (الإنجليزية)
- كلايف كالبرتسون على موقع ديسكوغز (الإنجليزية)